# Macromphalia
Macromphalia is een geslacht van vlinders van de familie spinners (Lasiocampidae), uit de onderfamilie Macromphaliinae.

## Soorten
- M. affinis (Feisthamel, 1839)
- M. ancilla (Philippi, 1859)
- M. catharina Dognin, 1912
- M. chilensis Felder, 1874
- M. dedecora (Feisthamel, 1839)
- M. felispardalis Ureta, 1957
- M. hypoleuca (Philippi, 1859)
- M. lojanensis Dognin, 1891
- M. nigrofasciata Ureta, 1957
- M. nitida Butler, 1882
- M. oehrensi Ureta, 1957
- M. purissima Butler, 1882
- M. rivularis Butler, 1882
- M. rubiginea Ureta, 1957
- M. rubrogrisea (Philippi, 1863)
- M. rustica (Philippi, 1863)
- M. spadix Draudt, 1927
- M. valdiviensis Dognin, 1912